# Amer Gojak
Amer Gojak (Sarajevo, 13 februari 1997) is een Bosnisch voetballer die bij voorkeur als offensieve middenvelder speelt. Hij verruilde in februari 2015 FK Olimpik voor GNK Dinamo Zagreb.

## Clubcarrière
Gojak komt uit de jeugdacademie van FK Željezničar Sarajevo. In januari 2014 tekende hij bij FK Olimpik. Op 1 maart 2014 debuteerde hij voor FK Olimpik in de Bosnische Premijer Liga tegen FK Velež. De Bosniak viel na 78 minuten in voor Sulejman Smajić, die in het verleden bij FCV Dender EH en Lokeren speelde. In 2015 werd hij aangetrokken door GNK Dinamo Zagreb. In 2020 werd hij voor een seizoen verhuurd aan Torino FC, in de Italiaanse Serie A.

## Interlandcarrière
Gojak speelde voor diverse Bosnische jeugdelftallen. Gojak debuteerde op 15 november 2018 in het Bosnisch elftal, in een UEFA Nations Leaguewedstrijd tegen Oostenrijk (0–0). Hij scoorde zijn eerste twee doelpunten op 5 september 2019 in de Nations League tegen Liechtenstein (5–0).